# Open Sea
Open Sea est une exposition temporaire d'art contemporain présentée à Lyon au musée d'art contemporain du 17 avril 2015 au 12 juillet 2015. Les commissaires de l'exposition sont Thierry Raspail (directeur du MAC Lyon) et Khairuddin Hori du National Heritage Board (Singapour) (en). L'exposition est spécialement axée sur la création artistique de l’Asie du Sud-Est, en particulier Singapour à l'occasion des célébrations du 50e anniversaire des relations diplomatiques entre la France et Singapour et présente une trentaine d'artistes.
Durant la même période, le musée présente Jardin synthétique à l’isolement d'Antoine Catala (numéro d'inventaire : 2014.12.1) acquise par le MAC Lyon.

## Liste des artistes
Les artistes asiatiques présentés sont les suivants :
1. Lina Adam (Singapour)
2. Anida Yoeu Ali (Cambodge)
3. Apotik Komik (Indonésie)
4. Boo Junfeng (Singapour)
5. Chang Yoong Chia (Malaisie)
6. Chris Chong Chan Fui (Malaisie)
7. Chong Kim Chiew (Malaisie)
8. Louie Cordero (Philippines)
9. Marisa Darasavath (Laos)
10. Heri Dono (Indonésie)
11. Jeremy Hiah (Singapour)
12. Yee I-Lann (Malaisie)
13. Muhammad Izdiharuddin (Singapour)
14. Sutee Kunavichayanont (Thaïlande)
15. Charles Lim (Singapour)
16. Nasirun (Indonésie)
17. Dawn Ng (Singapour)
18. Nge Lay (Myanmar)
19. Uudam Tran Nguyen (Vietnam)
20. Jun Nguyen-Hatsushiba (Vietnam)
21. Sherman Ong (Singapour)
22. Akshay Raj Singh Rathore (Inde)
23. Navin Rawanchaikul (Thaïlande)
24. Pinaree Sanpitak (Thaïlande)
25. Angie Seah (Singapour)
26. Shen Shaomin (Chine)
27. Yudi Sulistyo (Indonésie)
28. Vertical Submarine (Singapour)
29. Entang Wiharso (Indonésie)
30. Ming Wong (Singapour)
31. Muhammad ‘Ucup’ Yusuf (Indonésie)